# Ларсен, Сэмюэл
Сэмюэл Питер Акоста Ларсен
(англ. Samuel Peter Acosta Larsen; род. 28 августа 1991, Сан-Франциско, Калифорния) — американский актёр и певец, наиболее известный по роли Джо Харта в телесериале «Хор».

## Ранняя жизнь
Сэмюэл Ларсен родился в Сан-Франциско, Калифорния. Его отец, Хенрик, родом из Дании, а мать, Лупе Акоста, — мексиканка. У Сэмюэла есть старший брат Маноло Акоста и младшая сестра Морган. В детстве Сэмюэл играл на барабанах, гитаре, бас-гитаре, клавишных, был фанатом Майкла Джексона. Во время учёбы выступал как вокалист и гитарист в школьных мероприятиях и фестивалях. Окончил среднюю школу Murietta Valley в 2009 году.

## Карьера
В 2010 году Ларсен участвовал в отборочном прослушивании конкурса American Idol, но прошёл только до полуфинала. После этого он создал свою группу под названием Bridges I Burn. Вторым участником этой группы стал Скип Арнольд, а третьим Сальваторе Спинелли.
В августе 2011 года Ларсен победил в реалити-шоу The Glee Project телеканала Oxygen. В качестве награды он получил роль в сериале канала Fox «Хор». Его персонаж Джо Харт впервые появился в тринадцатом эпизоде третьего сезона. Затем Сэмюэл снялся в четвёртом и шестом сезонах.
18 апреля 2019 года в кинотеатрах вышел фильм «После», экранизация одноимённой серии книг Анны Тодд, в котором он сыграл Зеда Эванса.

## Дискография
- Pocket Love (2012)
- 3 Blind Costumes (2013)
- Vices — EP (2014)
- Education — Single (2016)
- You Should Know (2016)
- Blue — Single (2017)

## Фильмография
| Год       |     | Русское название | Оригинальное название | Роль       |
| --------- | --- | ---------------- | --------------------- | ---------- |
| 2012—2015 | с   | Хор              | Glee                  | Джо Харт   |
| 2015      | с   | Трое             | Threesome             | Панчо      |
| 2015      | ф   | —                | The Breakup Girl      | Ури        |
| 2015      | с   | Гавайи 5.0       | Hawaii Five-0         | Алфи Такер |
| 2016      | кор | —                | Follow Me             | Адам       |
| 2016      | ф   | Останки          | The Remains           | Томми      |
| 2016      | ф   | Восстановление   | Recovery              | Логан      |
| 2017      | ф   | Разлученные      | Disconnected          | Дерк       |
| 2019      | ф   | После            | After                 | Зед Эванс  |
| 2019      | ф   | —                | ism                   | хипстер    |
| 2020      | ф   | После. Глава 2   | After We Collided     | Зед Эванс  |